# Olaf Hense
Olaf Hense (né le 19 novembre 1967 à Dortmund) est un athlète allemand spécialiste du 400 mètres haies. Son record personnel de 48 s 48 lui permet d'être le second meilleur performeur allemand de tous les temps sur cette distance, une seconde pile derrière Harald Schmid.

## Carrière

### Palmarès
| Date | Compétition           | Lieu      | Résultat | Épreuve               | Performance   |
| ---- | --------------------- | --------- | -------- | --------------------- | ------------- |
| 1993 | Championnats du monde | Stuttgart | 3e       | Relais 4 × 400 mètres | 2 min 59 s 99 |

### Records
| Épreuve          | Performance | Lieu | Date         |
| ---------------- | ----------- | ---- | ------------ |
| 400 mètres haies | 48 s 48     | Rome | 26 juin 1993 |